# Alfa del Centaure
Alfa del Centaure (α Centauri) és l'estel més brillant de la constel·lació del Centaure i el tercer estel més brillant del cel nocturn. Per a la majoria d'observadors de l'hemisferi nord, es troba massa al sud per a poder veure-la, però és una de les estrelles més destacades per als observadors de l'hemisferi sud, ja que marca una de les direccions de la Creu del Sud.
És el sistema estel·lar més proper al nostre sistema solar, a una distància de només 4,2–4,4 anys llum, i en realitat es tracta d'un sistema triple, format per Alfa del Centaure A, Alfa del Centaure B i Alfa del Centaure C, oficialment Proxima Centauri. El seu nom propi és Rigil Kentaurus, derivat de l'àrab Al Rijl al Kentaurus, que significa 'el peu del centaure', però és més habitual anomenar-la amb la seva designació de Bayer.
Alfa Centauri A té 1,1 vegades la massa i 1,5 vegades la lluminositat del Sol, mentre que Alpha Centauri B és més petit i més fresc, a 0,9 vegades la massa del Sol i menys de 0,5 vegades la seva lluminositat. La parella orbita al voltant d'un centre comú amb un període orbital de 79 anys. La seva òrbita el·líptica és excèntrica, de manera que la distància entre A i B varia des de 35,6 unitats astronòmiques (UA), o aproximadament la distància entre Plutó i el Sol, fins a 11,2 ua, o aproximadament la distància entre Saturn i el Sol.
Alpha Centauri C, o Pròxima Centauri, és una petita nana vermella (Tipus M). Encara que no és visible a simple vista, Pròxima Centauri és l'estrella més propera al Sol a una distància de 4.24 a.l. (1.30 pc), una mica més a prop que Alpha Centauri AB. Actualment, la distància entre Proxima Centauri i Alpha Centauri AB és d'aproximadament 13.000 ua (0,21 a.l.), equivalent a unes 430 vegades el radi de l'òrbita de Neptú.
Pròxima Centauri té dos planetes confirmats: Pròxima b, un de la mida de la Terra a la zona habitable descobert el 2016, i Pròxima d, una sub-Terra candidata que orbita molt a prop de l'estrella, es va anunciar el 2022. L'existència de Proxima c, un mini-Neptú a 1,5 ua de distància descobert el 2019, és controvertida. Alpha Centauri A pot tenir un candidat de planeta de la mida de Neptú a la zona habitable, tot i que encara no se sap que sigui de naturalesa planetària i podria ser una pertorbació del mètode d'anàlisi. Alpha Centauri B no té planetes coneguts: el planeta Bb, suposadament descobert el 2012, es va desmentir més tard, i encara no s'ha confirmat cap altre planeta.

## Etimologia i nomenclatura
α Centauri (llatinitzat a Alpha Centauri) és la designació del sistema donada per Johann Bayer el 1603. Porta el nom tradicional Rigil Kentaurus, que és una llatinització del nom àrab. رجل القنطورس Rijl al-Qinṭūrus, que significa 'el peu del Centaure'. El nom s'abreuja amb freqüència a Rigil Kent o fins i tot a Rigil, encara que aquest darrer nom és més conegut per Rigel (Beta Orionis).
Un nom alternatiu que es troba a les fonts europees, Toliman, és una aproximació de l'àrab الظليمان aẓ-Ẓalīmān (en transcripció antiga, aṭ-Ṭhalīmān), que significa 'els (dos mascles) estruços', una denominació que Zakariya al-Qazwini s'havia aplicat a Lambda i Mu Sagittarii, també a l'hemisferi sud.
Un tercer nom que s'ha utilitzat és Bungula. Es desconeix el seu origen, però pot haver estat encunyat a partir de la lletra grega beta (β) i el llatí ungula 'peülla'.
Alpha Centauri C va ser descobert el 1915 per Robert T. A. Innes, qui va proposar que li posessin el nom de Proxima Centaurus, de Plantilla:ISO 639 name 'l'[estrella] més propera de Centaure'. El nom Proxima Centauri més tard es va fer més àmpliament utilitzat i ara està catalogat per la Unió Astronòmica Internacional (IAU) com el nom propi aprovat.
El 2016, el Grup de treball sobre noms d'estrelles de la IAU, havent decidit atribuir noms propis a estels components individuals en lloc de sistemes múltiples, va aprovar el nom Rigil Kentaurus com a restringit a Alpha Centauri A i el nom Proxima Centauri per Alpha Centauri C. El 10 d'agost de 2018, la IAU va aprovar el nom Toliman per Alpha Centauri B.

## Observació
A ull nu, Alpha Centauri AB sembla ser una sola estrella, la més brillant de la constel·lació sud de Centaure. La seva separació angular aparent varia durant uns 80 anys entre 2 i 22 segons d'arc (l'ull nu té una resolució de 60 segons d'arc), però a través de bona part de l'òrbita, tots dos es resolen fàcilment amb prismàtics o telescopis petits. A -0,27 magnitud aparent (combinat per a magnituds A i B (vegeu Magnitud aparent), Alfa Centauri és una estrella de primera magnitud i només és més feble que Sirius i Canopus. És l'estrella exterior de "Apuntadors del Sud" o "Els Punters", anomenat així perquè la línia a través de Beta Centauri (Hadar/Agena), uns 4,5° oest, assenyala la constel·lació Crux: la Creu del Sud. Els Punters es distingeixen fàcilment per la veritable Creu del Sud de l'asterisme més feble conegut com la Falsa Creu.
Al sud d'uns 29° de latitud sud, Alpha Centauri és circumpolar i mai es posa per sota de l'horitzó. Al nord d'uns 29° N de latitud, Alpha Centauri no s'eleva mai. Alpha Centauri es troba a prop de l'horitzó sud quan es veu des dels 29° de latitud nord fins a l'equador (a prop d'Hermosillo i de la ciutat de Chihuahua a Mèxic; Galveston, Texas; Ocala, Florida; i Lanzarote, les Illes Canàries d'Espanya), però només durant un breu temps al voltant de la seva culminació. L'estrella culmina cada any a la mitjanit local del 24 d'abril i a les 21 h local el 8 de juny.
Tal com es veu des de la Terra, Pròxima Centauri es troba a 2,2° al sud-oest d'Alpha Centauri AB; aquesta distància és aproximadament quatre vegades el diàmetre angular de la Lluna. Pròxima Centauri apareix com una estrella de color vermell intens d'una magnitud aparent típica d'11,1 en un camp estel·lar poc poblat, que requereix telescopis de mida moderada per veure's. Llistat com a V645 Cen al Catàleg General d'Estrelles Variables Versió 4.2, aquesta estrella UV Ceti o "estrella fulgurant" pot il·luminar-se inesperadament ràpidament fins a 0,6 magnitud a les longituds d'ona visuals, després s'esvaeix al cap d'uns minuts. Alguns astrònoms aficionats i professionals controlen regularment els esclats mitjançant telescopis òptics o radiotelescopis. L'agost de 2015 es van produir les erupcions de l'estrella més grans registrades, amb l'estrella convertint-se en 8,3 vegades més brillant del normal el 13 d'agost, a la banda B (regió de llum blava)).
Alpha Centauri pot estar dins del núvol G de la bombolla local, i el seu sistema conegut més proper és el sistema binari de la nana marró Luhman 16, a 3.6 anys llum (1.1 parsecs) d'Alfa Centauri.

### Història observacional

Vista d'Alfa Centauri des del Digitized Sky Survey-2

Alpha Centauri apareix a la llista d'Almagest del segle II, el catàleg estrella de Ptolemeu. Va donar les seves coordenades eclíptiques, però els textos difereixen quant a si la latitud de l'eclíptica diu 44° 10′ Sud o 41° 10′ Sud. (actualment la latitud de l'eclíptica és de 43,5° Sud, però ha disminuït una fracció de grau des de l'època de Ptolemeu a causa del moviment propi) A l'època de Ptolemeu, Alfa Centauri era visible des d'Alexandria, Egipte, a 31° N, però, a causa de la precessió, la seva declinació és ara –60° 51′ Sud, i ja no es pot veure a aquesta latitud. L'explorador anglès Robert Hues va posar Alpha Centauri a l'atenció dels observadors europeus en el seu treball de 1592 Tractatus de Globis, juntament amb Canopus i Achernar, assenyalant:
| « | Ara, per tant, només hi ha tres estels de primera magnitud que vaig poder percebre en totes aquelles parts que mai es veuen aquí a Anglaterra. El primer és aquell estel brillant a la popa d'Argo que anomenen Canobus [Canopus]. El segon [Achernar] es troba al final d'Eridanus. El tercer [Alpha Centauri] es troba al peu dret del Centaure. | » |

La naturalesa binària d'Alfa Centauri AB va ser reconeguda el desembre de 1689 per Jean Richaud, mentre observava un cometa que passava des de la seva estació a Pondicherry. Alfa Centauri va ser només la segona estrella binària que es va descobrir, precedida per Acrux.
El gran moviment propi d'Alfa Centauri AB va ser descobert per Manuel John Johnson, observant des de Santa Helena, que es va informar a Thomas Henderson al Reial Observatori del Cap de Bona Esperança. La paral·laxi d'Alfa Centauri va ser determinada posteriorment per Henderson a partir de moltes observacions de posició exactes del sistema AB entre abril de 1832 i maig de 1833. No obstant això, va retenir els seus resultats perquè sospitava que eren massa grans per ser cert, però finalment els va publicar el 1839 després que Friedrich Wilhelm Bessel alliberés la seva pròpia paral·laxi determinada amb precisió per a 61 Cygni el 1838. Per aquesta raó, Alpha Centauri es considera de vegades com la segona estrella a mesurar la seva distància perquè el treball d'Henderson no es va reconèixer completament al principi. (la distància d'Alfa Centauri de la Terra es calcula ara en 4.396 anys llum 4.159×1014 km.)

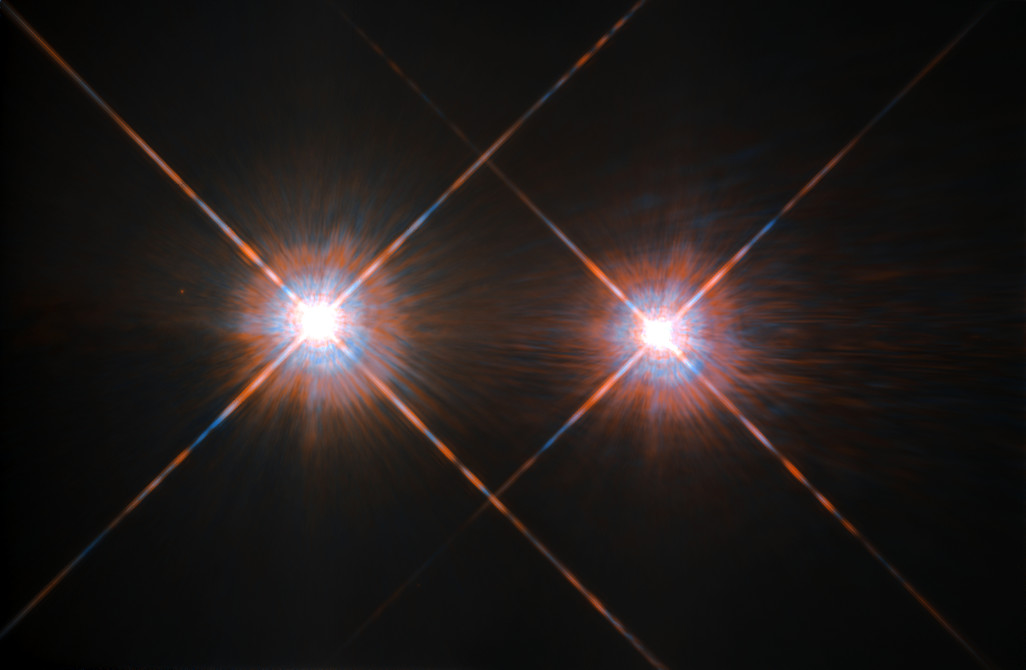
Alfa Centauri A és del mateix tipus estel·lar G2 que el Sol, mentre que Alpha Centauri B és una estrella de tipus K1.

Més tard, John Herschel va fer les primeres observacions micromètriques el 1834. Des de principis del segle XX s'han fet mesures amb plaques fotogràfiques.
El 1926, William Stephen Finsen va calcular els elements orbitals aproximats a prop dels que ara s'acceptaven per a aquest sistema. Totes les posicions futures són ara prou precises perquè els observadors visuals puguin determinar els llocs relatius de les estrelles a partir d'una estrella binària efemèrides. Altres, com D. Pourbaix (2002), han perfeccionat regularment la precisió dels nous elements orbitals publicats.
Robert T. A. Innes va descobrir Pròxima del Centaure l'any 1915 parpellejant plaques fotogràfiques preses en diferents moments durant una prospecció de moviment propi. Aquests van mostrar un gran moviment propi i paral·laxi similars tant en mida com en direcció als d'Alpha Centauri AB, la qual cosa va suggerir que Pròxima Centauri forma part del sistema Alpha Centauri i una mica més a prop de la Terra que Alpha Centauri AB. Com a tal, Innes va concloure que Pròxima Centauri era l'estrella més propera a la Terra fins ara descoberta.

### Cinemàtica

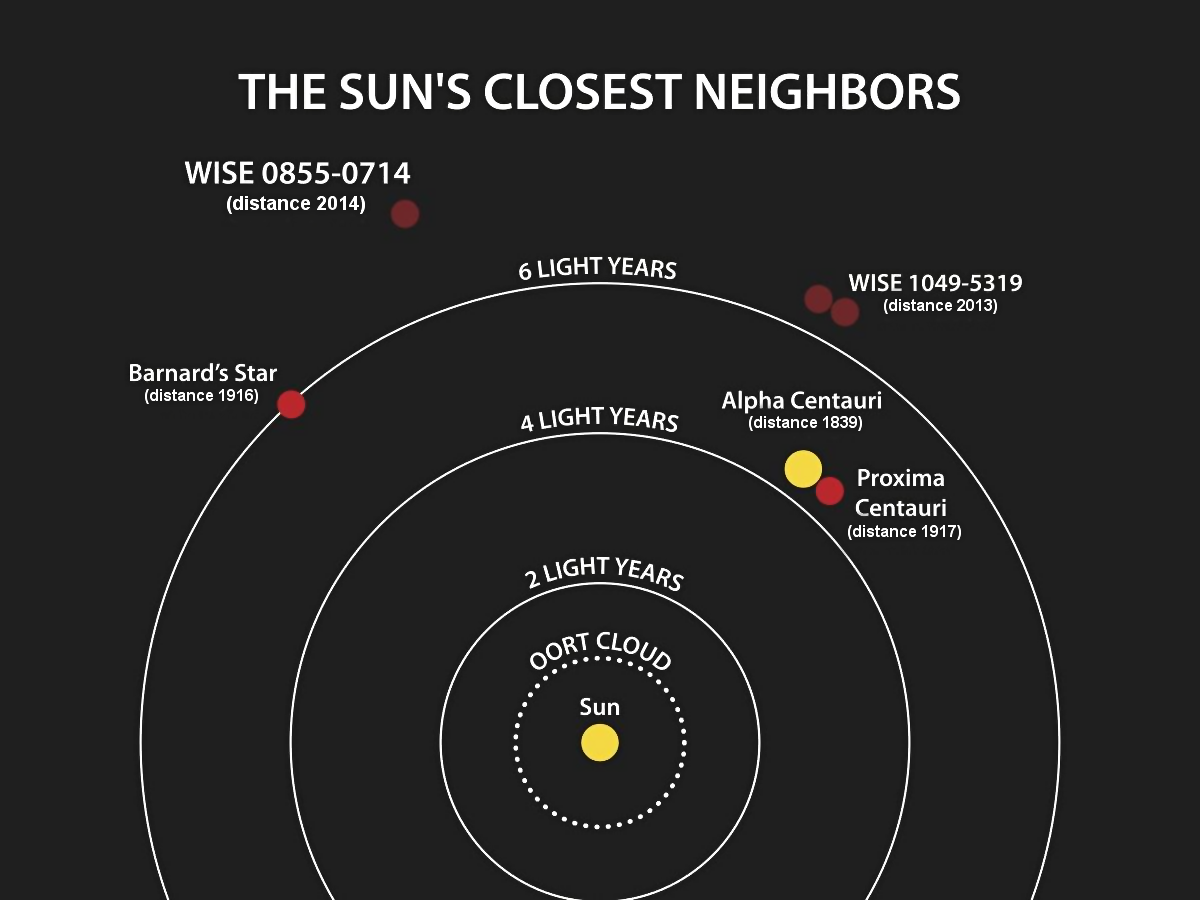
Diagrama de la estrelles més properes al Sol

Tots els components d'Alfa Centauri mostren un moviment propi significatiu contra el cel de fons. Al llarg dels segles, això fa que les seves posicions aparents canviïn lentament. El moviment adequat era desconegut pels antics astrònoms. La majoria va suposar que les estrelles estaven fixades permanentment a l'esfera celeste, tal com s'afirma en les obres del filòsof Aristòtil. El 1718, Edmond Halley va trobar que algunes estrelles s'havien mogut significativament de les seves antigues posicions astromètriques.
A la dècada de 1830, Thomas Henderson va descobrir la distància real d'Alfa del Centaure mitjançant l'anàlisi de les seves nombroses observacions de cercles murals astromètrics. Aleshores es va adonar que aquest sistema també probablement tenia un moviment adequat elevat. En aquest cas, l'aparent moviment estel·lar es va trobar mitjançant les observacions astromètriques de Nicolas Louis de Lacaille de 1751–1752, per les diferències observades entre les dues posicions mesurades en èpoques diferents.
El moviment propi calculat del centre de masses d'Alfa Centauri AB és d'uns 3620 m/a (miliarcsegons per any) cap a l'oest i 694 m/a cap al nord, donant un moviment global de 3686 m/a en una direcció 11° nord. d'oest. El moviment del centre de massa és d'uns 6,1 arcmin cada segle, o 1,02° cada mil·lenni. La velocitat en direcció oest és de 230 km/s (140 mi/s) i en direcció nord 44 km/s (27 mi/s). Mitjançant l'espectroscòpia s'ha determinat que la velocitat radial mitjana és d'uns 224 km/s (139 mi/s) cap al Sistema Solar. Això dona una velocitat respecte al Sol de 324 km/s (201 mi/s), molt propera al pic en la distribució de velocitats de les estrelles properes.
Com que Alpha Centauri AB es troba gairebé exactament al pla de la Via Làctia vista des de la Terra, moltes estrelles apareixen darrere d'ella. A principis de maig de 2028, Alpha Centauri A passarà entre la Terra i una estrella vermella llunyana, quan hi hagi un 45% de probabilitat que s'observi un anell d'Einstein. Altres conjuncions també es produiran en les properes dècades, permetent mesurar amb precisió els moviments adequats i possiblement donar informació sobre els planetes.

#### Canvis futurs previstos

Distàncies de les estrelles més properes des de fa 20.000 anys fins a 80.000 anys en el futur

Animació que mostra el moviment d'Alfa Centauri pel cel. (les altres estrelles es mantenen fixes per motius didàctics) "Oggi" vol dir avui; "anni" significa anys.

Basant-se en el moviment propi comú i les velocitats radials del sistema, Alpha Centauri continuarà canviant la seva posició al cel de manera significativa i s'il·luminarà gradualment. Per exemple, cap a l'any 6.200 dC, el veritable moviment d'α Centauri provocarà una conjunció estel·lar de primera magnitud extremadament rara amb Beta Centauri, formant una estrella doble òptica brillant en el cel del sud. Després passarà just al nord de la Creu del Sud o Crux, abans de moure's al nord-oest i cap amunt cap a l'actual equador celeste i allunyar-se del pla galàctic. Cap al 26.700 dC, a l'actual constel·lació d'Hidra, Alfa Centauri arribarà al periheli a 090 pc o 290 a.l. de distància, tot i que càlculs posteriors suggereixen que això es produirà l'any 27.000 dC. En l'aproximació més propera, Alpha Centauri aconseguirà una magnitud aparent màxima de −0,86, comparable a la magnitud actual de Canopus, però encara no superarà la de Sirius, que s'il·luminarà. de manera incremental durant els propers 60.000 anys, i continuarà sent l'estrella més brillant vista des de la Terra (que no sigui el Sol) durant els propers 210.000 anys.

## Sistema estel·lar
Alfa Centauri és un sistema estel·lar triple, amb les seves dues estrelles principals, Alfa Centauri A i Alfa Centauri B, que formen conjuntament un component binari. La designació AB, o més antiga A×B, denota el centre de massa d'un sistema binari principal en relació amb les estrelles acompanyants en un sistema estel·lar múltiple. AB-C fa referència al component de Pròxima Centauri amb relació al binari central, sent la distància entre el centre de masses i el company perifèric. Com que la distància entre Pròxima (C) i Alfa Centauri A o B és similar, el sistema binari AB de vegades es tracta com un únic objecte gravitatori.

### Propietats orbitals

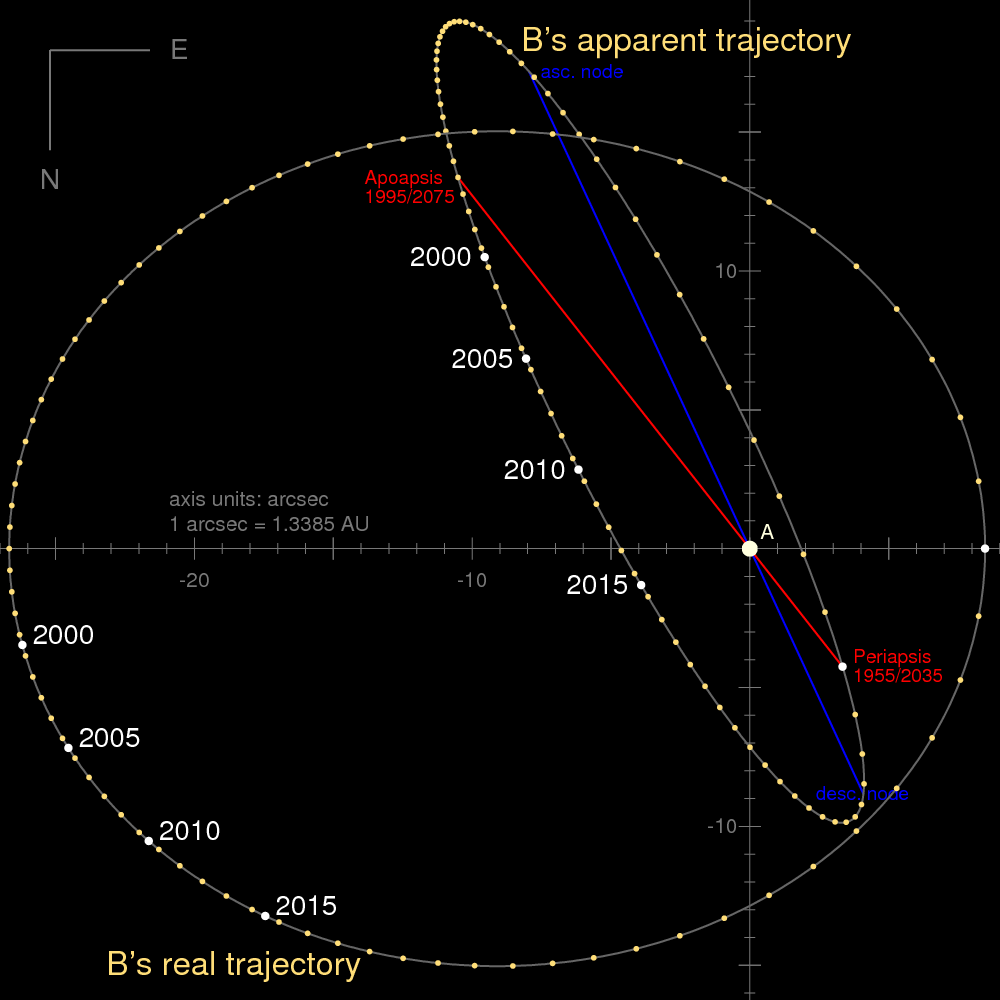
Òrbites aparents i reals d'Alfa del Centaure. El component A es manté estacionari i es mostra el moviment orbital relatiu del component B. L'òrbita aparent (el·lipse fina) és la forma de l'òrbita tal com la veu un observador a la Terra. L'òrbita real és la forma de l'òrbita vista perpendicularment al pla del moviment orbital. Segons la velocitat radial en funció del temps, la separació radial de A i B al llarg de la línia de visió havia assolit un màxim l'any 2007, amb B més lluny de la Terra que A. L'òrbita es divideix aquí en 80 punts: cada pas fa referència a un pas de temps d'aprox. 0,99888 anys o 364,84 dies.

Els components A i B d'Alfa Centauri tenen un període orbital de 79.762 anys. La seva òrbita és moderadament excèntrica, ja que té una excentricitat de gairebé 0,52; la seva aproximació més propera o periastre és 11.2 AU (1.68×109 km), o aproximadament la distància entre el Sol i Saturn; i la seva separació més llunyana o apastre és 35.6 AU (5.33×109 km), aproximadament la distància entre el Sol i Plutó. El periastre més recent va ser l'agost de 1955 i el següent es produirà el maig de 2035; l'apastre més recent va ser el maig de 1995 i es produirà a continuació el 2075.
Vista des de la Terra, l'òrbita aparent d'A i B significa que la seva separació i l'angle de posició (PA) estan en continu canvi al llarg de la seva òrbita projectada. Les posicions estel·lars observades el 2019 estan separades per 4,92 segons d'arc a través del PA de 337,1°, augmentant fins a 5,49 segons d'arc fins a 345,3° el 2020. L'aproximació recent més propera va ser el febrer de 2016, a 4,0 segons d'arc a través del PA de 300°. La separació màxima observada d'aquestes estrelles és d'uns 22 segons d'arc, mentre que la distància mínima és d'1,7 segons d'arc. La separació més àmplia es va produir durant el febrer de 1976, i la següent serà el gener de 2056.
Alfa del Centaure C es troba a uns 13.000 ua (0,21 a.l.; 1,9×1012 km) d'Alfa del Centaure AB, equivalent a aproximadament el 5% de la distància entre Alfa del Centaure AB i el Sol. Fins al 2017, les mesures de la seva petita velocitat i la seva trajectòria eren de massa poca precisió i durada en anys per determinar si està lligat a Alfa del Centaure AB o no té relació.
Les mesures de velocitat radial realitzades el 2017 van ser prou precises per demostrar que Pròxima del Centaure i Alfa del Centaure AB estan lligats gravitacionalment. El període orbital de Pròxima del Centaure és d'aproximadament 511.000+41.000
−30.000 anys, amb una excentricitat de 0,5, molt més excèntrica que la de Mercuri. Pròxima del Centaure es troba a 4.100+700
−600 AU d'AB al periastre, i el seu apastre es troba a 12.300+200
−100 AU.

### Propietats físiques

Les mides i colors relatius de les estrelles del sistema Alpha Centauri, en comparació amb el Sol

Els estudis d'astrosismologia, l'activitat cromosfèrica i la rotació estel·lar (girocronologia) són tots consistents amb el fet que el sistema Alpha Centauri és similar en edat o una mica més antic que el Sol. Les anàlisis astrosísmiques que incorporen restriccions d'observació estrictes sobre els paràmetres estel·lars de les estrelles Alpha Centauri han donat estimacions d'edat de 485±05 Gyr, 5,0±0,5 Gyr, 5.2 ± 1.9 Gyr, 6.4 Gyr, and 6,52±0,3 Gyr. Les estimacions d'edat de les estrelles basades en l'activitat cromosfèrica (emissió de calci H i K) donen 4,4 ± 2,1 Gyr, mentre que la girocronologia dona 5,0±0,3 Gyr. La teoria de l'evolució estel·lar implica que ambdues estrelles són lleugerament més antigues que el Sol entre 5 i 6.000 milions d'anys, com es deriva de la seva massa i característiques espectrals.
A partir dels elements orbitals, la massa total d'Alfa Centauri AB és d'aproximadament 2.0 M☉ – o el doble que el del Sol. Les masses estel·lars individuals mitjanes són aproximadament 1.08 M☉ i 0.91 M☉, respectivament, encara que també s'han citat masses lleugerament diferents en els últims anys, com ara 1,14 M☉ i 0,92 M☉, sumant 2,06 M☉. Alfa Centauri A i B tenen magnituds absolutes de +4,38 i +5,71, respectivament.

#### Sistema Alfa del Centaure AB

##### Alfa del Centaure A
Alpha Centauri A, també conegut com Rigil Kentaurus, és el membre principal, o primari, del sistema binari. És una estrella de seqüència principal semblant al solar amb un color groguenc similar, la classificació estel·lar és tipus espectral G2-V; és aproximadament un 10% més massiu que el Sol, amb un radi aproximadament un 22% més gran. Si es considera entre les estrelles més brillants individuals del cel nocturn, és la quarta més brillant amb una magnitud aparent de +0,01, sent lleugerament més feble que Arcturus a una magnitud aparent de −0,05.
El tipus d'activitat magnètica d'Alfa Centauri A és comparable a la del Sol, mostrant una variabilitat coronal a causa de les taques estel·lars, tal com està modulada per la rotació de l'estrella. No obstant això, des del 2005 el nivell d'activitat ha caigut en un mínim profund que podria ser similar al mínim de Maunder històric del Sol. Alternativament, pot tenir un cicle d'activitat estel·lar molt llarg i s'està recuperant lentament d'una fase mínima.

##### Alfa del Centaure B
Alpha Centauri B, també conegut com a Toliman, és l'estrella secundària del sistema binari. És una estrella de seqüència principal de tipus espectral K1-V, la qual cosa la fa més de color taronja que Alpha Centauri A; té al voltant del 90% de la massa del Sol i un diàmetre un 14% més petit. Tot i que té una lluminositat més baixa que A, Alpha Centauri B emet més energia a la banda de raigs X. La seva corba de llum varia en una escala de temps curta, i s'ha observat almenys una fulguració. És més actiu magnèticament que Alpha Centauri A, mostrant un cicle de 82±02 yr en comparació amb els 11 anys del Sol, i té aproximadament la meitat de la variació mínima a pic en la lluminositat coronal del Sol. Alpha Centauri B té una magnitud aparent de +1,35, una mica més tènue que Mimosa.

#### Alfa del Centaure C (Pròxima del Centaure)
Alfa del Centaure C, més conegut com a Pròxima del Centaure, és una petita seqüència principal nana vermella de classe espectral M6-Ve. Té una magnitud absoluta de +15,60, més de 20.000 vegades més feble que el Sol. La seva massa es calcula que és 0,1221 M☉. És l'estrella més propera al Sol, però és massa feble per ser visible a ull nu. Possiblement està en òrbita al voltant del sistema doble principal amb un període d'uns 500.000 anys. En vista des de la Terra, Pròxima està separada uns 2° del sistema principal, en què A i B es veuen separades només per un angle de 40".

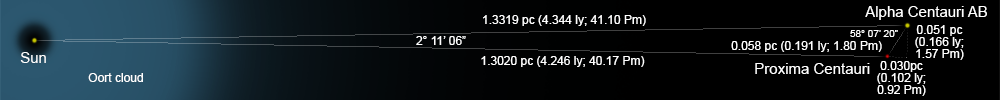
Posicions relatives del Sol, Alpha Centauri AB i Pròxima Centauri. El punt gris és la projecció de Pròxima Centauri, situada a la mateixa distància que Alpha Centauri AB.

## Sistema planetari
El sistema Alpha Centauri en conjunt té dos planetes confirmats, tots dos al voltant de Pròxima Centauri. Tot i que s'ha afirmat que hi ha altres planetes al voltant de totes les estrelles, cap dels descobriments s'ha confirmat.

### Planetes de Pròxima Centauri
Pròxima Centauri b és un planeta terrestre descobert l'any 2016 per astrònoms de l'Observatori Austral Europeu (ESO). Té una massa mínima estimada d'1,17 M🜨 (masses terrestres) i orbita aproximadament 0,049 UA des de Pròxima Centauri, situant-la en la zona habitable de l'estrella.
Pròxima Centauri c és un planeta que es va publicar formalment el 2020 i podria ser una súper-Terra o mini-Neptú. Té una massa d'aproximadament 7 M🜨 i orbita al voltant d'1,49 ua des de Pròxima Centauri amb un període de 1,928 dias (5.28 yr). El juny de 2020, una possible detecció d'imatge directa del planeta va donar a entendre la presència potencial d'un gran sistema d'anells. Tanmateix, un estudi del 2022 va qüestionar l'existència d'aquest planeta.
Un paper de 2020 que refina la massa de Proxima b exclou la presència de companys addicionals amb masses superiors a 0,6 M🜨 en períodes inferiors a 50 dies, però els autors van detectar una corba de velocitat radial amb una periodicitat de 5,15 dies, cosa que suggereix la presència. d'un planeta amb una massa d'aproximadament 0.29 M🜨. Aquest planeta, Pròxima Centauri d, es va confirmar l'any 2022.

### Planetes d'Alfa del Centaure A
| Companya (per ordre des de l'estrella) | Massa    | Semieix major (ua) | Període orbital (day) | Excentricitat | Inclinació | Radi      |
| -------------------------------------- | -------- | ------------------ | --------------------- | ------------- | ---------- | --------- |
| b (sense confirmar)                    | ~9–35 M⊕ | 1.1                | ~360                  | ?             | ?°         | ~3.3–7 R⊕ |

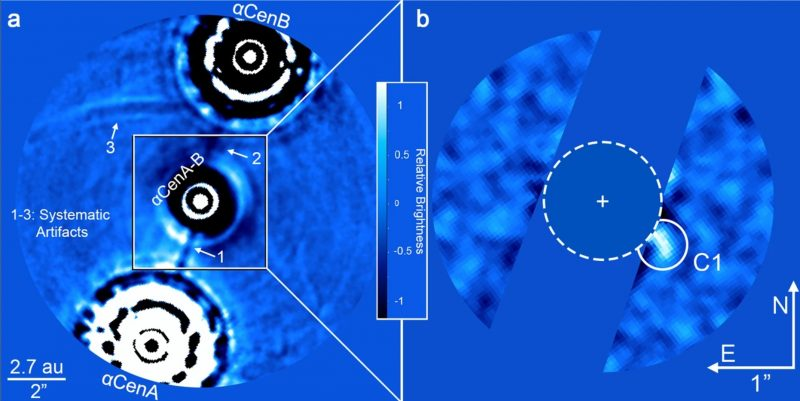
La imatge del descobriment del planeta Neptunià candidat d'Alfa Centauri, marcada aquí com a "C1"

El 2021, es va detectar un planeta candidat anomenat Candidat 1 (abreujat com a C1) al voltant d'Alfa Centauri A, que es pensa que orbita a aproximadament 1,1 ua amb un període d'aproximadament un any, i que té una massa entre la de Neptú i la meitat de la de Saturn, encara que pot ser un disc de pols o un artefacte. S'ha descartat la possibilitat que C1 sigui una estrella de fons. Si es confirma aquest candidat, el nom temporal C1 probablement es substituirà per la designació científica Alpha Centauri Ab d'acord amb les convencions de denominació actuals.
Les observacions del cicle 1 GO estan planejades per al Telescopi Espacial James Webb (JWST) per buscar planetes al voltant d'Alfa Centauri A. Es preveu que les observacions es facin en una data entre juliol i agost de 2023. Les estimacions prèvies al llançament van predir que JWST serà capaç de trobar planetes amb un radi de 5 R🜨 a 1-3 ua. Múltiples observacions cada 3-6 mesos podrien reduir el límit a 3 R🜨. Les tècniques de postprocessament podrien reduir el límit de 0,5 a 0,7 R🜨. Les estimacions posteriors al llançament basades en observacions de HIP 65426 b troben que JWST podrà trobar planetes encara més a prop d'Alfa Centauri A i podria trobar un planeta de 5 R🜨 de 0,5 a 2,5 ua. El Candidat 1 té un radi estimat entre 3,3 i 11 R🜨 i òrbites a 1,1 au. Per tant, és probable que estigui a l'abast de les observacions de JWST.

### Planetes d'Alfa del Centaure B
El 2012, es va informar d'un planeta al voltant d'Alpha Centauri B, Alpha Centauri Bb, a uns 6 milions de quilòmetres de l'astre principal, amb una temperatura superficial de 1.227 °C, i una massa de 1,13±0,09 vegades la massa de la Terra, però el 2015 una nova anàlisi va concloure que aquest informe era un artefacte de l'anàlisi de dades.
El 2013 es va observar un possible esdeveniment semblant al trànsit, que podria estar associat a un planeta separat. L'esdeveniment de trànsit podria correspondre a un cos planetari amb un radi al voltant 0.92 R🜨. El més probable és que aquest planeta orbiti al voltant d'Alfa Centauri B amb un període orbital de 20,4 dies o menys, amb només un 5% de possibilitats que tingui una òrbita més llarga. La mediana de les òrbites probables és de 12,4 dies. La seva òrbita probablement tindria una excentricitat de 0,24 o menys. Podria tenir llacs de lava fosa i estaria massa a prop d'Alfa Centauri B per albergar vida. Si es confirma, aquest planeta es podria anomenar Alpha Centauri Bc. Tanmateix, el nom no s'ha utilitzat a la literatura, ja que no és un descobriment reivindicat. A 2023, sembla que no s'han observat més esdeveniments semblants al trànsit.

### Planetes hipotètics
Poden existir planetes addicionals al sistema Alpha Centauri, ja sigui orbitant Alpha Centauri A o Alpha Centauri B individualment, o en òrbites grans al voltant d'Alpha Centauri AB. Com que ambdues estrelles són bastant semblants al Sol (per exemple, en edat i metal·licitat), els astrònoms s'han interessat especialment a fer cerques detallades de planetes del sistema Alpha Centauri. Diversos equips de caça de planetes establerts han utilitzat diversos mètodes de velocitat radial o trànsit en les seves cerques al voltant d'aquestes dues estrelles brillants. Fins ara, tots els estudis observacionals no han aconseguit trobar proves de nanes marrons o gegants gasosos.
El 2009, les simulacions per ordinador van mostrar que un planeta podria haver estat capaç de formar-se prop de la vora interior de la zona habitable d'Alfa Centauri B, que s'estén de 0,5 a 0,9 ua de l'estrella. Algunes suposicions especials, com ara considerar que el parell Alfa Centauri es podria haver format inicialment amb una separació més àmplia i després s'hauria apropat l'un a l'altre (com podria ser possible si es formessin en un dens cúmul estel·lar), permetre un entorn favorable a l'acreció més lluny de l'estrella. Els cossos al voltant d'Alfa Centauri A podrien orbitar a distàncies una mica més llunyanes a causa de la seva gravetat més forta. A més, la manca de nanes marrons o gegants gasosos en òrbites properes al voltant d'Alfa Centauri fa que la probabilitat de planetes terrestres sigui més gran que el contrari. Un estudi teòric indica que una anàlisi de velocitat radial podria detectar un hipotètic planeta de 1.8 M🜨 a la zona habitable d'Alfa Centauri B.
Les mesures de velocitat radial d'Alfa Centauri B fetes amb l'espectrògraf Cercador de Planetes per Velocitat Radial d'Alta Precisió (més ben conegut com a HARPS) van ser prou sensibles per detectar un planeta 4 M🜨 dins de la zona habitable del estrella (és a dir, amb un període orbital P = 200 dies), però no es van detectar planetes.
Les estimacions actuals situen la probabilitat de trobar un planeta semblant a la Terra al voltant d'Alfa Centauri en aproximadament el 75%. Actualment (2017) s'estima que els llindars d'observació per a la detecció de planetes a les zones habitables pel mètode de la velocitat radial són d'aproximadament 50 M🜨 per a Alpha Centauri A, 8 M🜨 per a Alpha Centauri B, i 0,5 M🜨 per a Proxima Centauri.
Els primers models generats per ordinador de formació planetària van predir l'existència de planeta terrestres al voltant del tant Alpha Centauri A i B, però les investigacions numèriques més recents han demostrat que l'atracció gravitatòria de l'estrella acompanyant dificulta l'acreció de planetes. Malgrat aquestes dificultats, donades les similituds amb el Sol en tipus espectrals, tipus d'estrella, edat i estabilitat probable de les òrbites, s'ha suggerit que aquest sistema estel·lar podria tenir una de les millors possibilitats per albergar vida extraterrestre en un planeta potencial.
Al Sistema Solar, una vegada es va pensar que Júpiter i Saturn probablement eren crucials per pertorbar els cometes al Sistema Solar interior, proporcionant als planetes interiors una font de aigua i diversos altres gels. Tanmateix, atès que les mesures isòtopes de la relació deuteri a hidrogen (D/H) als cometes Halley, Hyakutake, Hale–Bopp, 2002T7 i Tuttle donen valors aproximadament el doble que l'aigua oceànica de la Terra, models i investigacions més recents prediuen que menys del 10% de l'aigua de la Terra es va subministrar per cometes. En el sistema Alpha Centauri, Pròxima Centauri podria haver influït en el disc planetari mentre es formava el sistema Alpha Centauri, enriquint l'àrea al voltant d'Alfa Centauri amb materials volàtils. Això es descomptaria si, per exemple, Alpha Centauri B tingués un gegant gasós orbitant Alpha Centauri A (o viceversa), o si Alpha Centauri A i B ells mateixos poguessin pertorbar cometes en els sistemes interns dels altres. com presumiblement han fet Júpiter i Saturn al Sistema Solar. Aquests cossos gelats probablement també resideixen en el núvol d'Oort d'altres sistemes planetaris. Quan es veuen influenciats gravitacionalment pels gegants gasosos o per les interrupcions pel pas d'estrelles properes, molts d'aquests cossos gelats viatgen cap a les estrelles. Aquestes idees també s'apliquen a l'aproximació propera d'Alfa Centauri o d'altres estrelles al Sistema Solar, quan, en un futur llunyà, el núvol d'Oort es podria interrompre prou com per augmentar el nombre de cometes actius.
Per estar a la zona habitable, un planeta al voltant d'Alfa Centauri A tindria un radi orbital d'entre aproximadament 1,2 i 21 AU per tenir temperatures i condicions planetàries similars per a l'aigua líquida. existir. Per a l'Alpha Centauri B una mica menys lluminós i més fresc, la zona habitable està entre uns 0,7 i 1,2 AU.
Amb l'objectiu de trobar proves d'aquests planetes, tant Pròxima Centauri com Alpha Centauri-AB es trobaven entre les estrelles objectiu del "Nivell 1" de la NASA de la Space Interferometry Mission (S.I.M.). Amb aquest nou instrument hauria estat possible detectar planetes tan petits com tres masses terrestres o menys dins de dues UA d'un objectiu "Tier-1". La missió S.I.M., però, es va cancel·lar a causa de problemes financers el 2010.

### Discs circumstel·lars
A partir d'observacions entre 2007 i 2012, un estudi va trobar un lleuger excés d'emissions a la banda de 24 µm (infraroig mitjà/lluny) que envolta α Centauri AB, que es pot interpretar com una evidència d'un escàs disc circumstel·lar o pols interplanetària. Es va estimar que la massa total estava entre 10−7 i 10−6 la massa de la Lluna, o 10–100 vegades la massa del núvol zodiacal del Sistema Solar. Si existís aquest disc al voltant de les dues estrelles, el disc α Centauri A's probablement seria estable a 2,8 ua, i α Centauri B's probablement seria estable a 2,5 ua. Això posaria el disc d'A completament dins de la línia de congelament, i una petita part del disc exterior de B just fora.

## Perspectiva del sistema

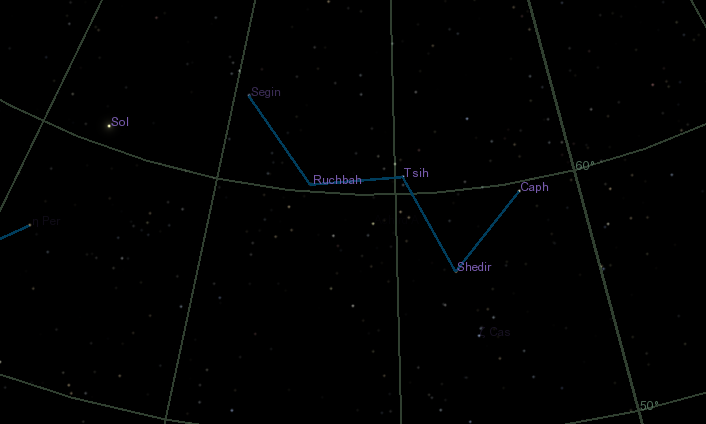
Imatge simulada del cel nocturn amb una "W" d'estrelles de Cassiopeia connectades per línies, i el Sol, etiquetat com "Sol", tal com semblaria a l'esquerra de la "W"

El cel d'Alfa Centauri AB apareixeria com ho fa des de la Terra, excepte que a Centaure faltaria la seva estrella més brillant. El Sol apareixeria com una estrella blanca de magnitud aparent +0,5, aproximadament la mateixa que la brillantor mitjana de Betelgeuse des de la Terra. Seria al punt antípoda de l'ascensió recta i declinació actuals d'Alfa Centauri AB, a 02h 39m 36s +60° 50′  02.308″ (2000), a l'est de Cassiopeia, eclipsant fàcilment la resta d'estrelles de la constel·lació. Amb la col·locació del Sol a l'est de l'estrella de magnitud 3,4 Epsilon Cassiopeiae, gairebé davant de la Nebulosa del Cor, la línia "W" d'estrelles de Cassiopeia tindria una forma "/W".
El Triangle d'hivern no semblaria equilàter, sinó molt prim i llarg, amb Proció brillant Pòl·lux al mig de Bessons, i Sírius situat a menys d'un grau de Betelgeuse a Orió. Amb una magnitud de -1,2, Sírius seria una mica més tènue que la de la Terra, però encara seria l'estrella més brillant del cel nocturn. Tant Vega com Altair es desplaçarien cap al nord-oest en relació amb Deneb, donant al Triangle d'estiu una aparença més equilàter.
Un planeta al voltant d'α Centauri A o B veuria l'altra estrella com una secundària molt brillant. Per exemple, un planeta semblant a la Terra a 1,25 ua des de α Cen A (amb un període de revolució d'1,34 anys) obtindria una il·luminació semblant al Sol de la seva primària, i α Cen B semblaria de 5,7 a 8,6 magnituds més tènues (-21,0 a −18.2), de 190 a 2.700 vegades més tènue que α Cen A però encara de 150 a 2.100 vegades més brillant que la Lluna plena. Per contra, un planeta semblant a la Terra a 0,71 ua des de α Cen B (amb un període de revolució de 0,63 anys) obtindria una il·luminació gairebé solar de la seva primària, i α Cen A semblaria de 4,6 a 7,3 magnituds més tènues (−22,1 a −19.4), de 70 a 840 vegades més tènue que α Cen B, però encara de 470 a 5.700 vegades més brillant que la Lluna plena.
Pròxima del Centaure semblaria tènue com una de moltes estrelles.

## Altres noms
A la literatura moderna, els noms alternatius col·loquials d'Alfa Centauri inclouen Rigil Kent (també Rigel Kent i variants;) and Toliman (l'últim dels quals es va convertir en el nom propi d'Alpha Centauri B el 10 d'agost de 2018 per aprovació de la Unió Astronòmica Internacional).
Rigil Kent és l'abreviatura de Rigil Kentaurus, que de vegades s'abreuja més a Rigil o Rigel, encara que això és ambigu amb Beta Orionis, que també s'anomena Rigel.
El nom Toliman prové de l'edició de Jacobus Golius de 1669 del Compendium d'Al-Farghani. Tolimân és la llatinització de Golius del nom àrab  الظلمان  al-Ẓulmān "els estruços", nom d'un asterisme del qual Alfa Centauri va formar l'estrella principal.
Durant el segle XIX, el popularista amateur del nord Elijah H. Burritt va utilitzar el nom ara obscur Bungula, possiblement encunyat a partir de "β" i el llatí ungula ("peülla").
Junts, Alpha i Beta Centauri formen els "Apuntadors del Sud" o "Els Punters", ja que apunten cap a la Creu del Sud, l'asterisme de la constel·lació del mateix nom.
A l'astronomia xinesa, 南門 Nán Mén, que significa Porta Sud, fa referència a un asterisme format per Alpha Centauri i Epsilon Centauri. En conseqüència, el nom xinès per al mateix Alfa Centauri és 南門二 Nán Mén Èr, la segona estrella de la porta sud.
Per als aborígens australians del poble boorong del nord-oest de Victòria, Alpha Centauri i Beta Centauri són Bermbermgle, dos germans coneguts pel seu coratge i destructivitat, que van llançar i van matar Tchingal "l'emú" (la Nebulosa del Sac de Carbó). La forma en Wotjobaluk és Bram-bram-bult.

## Exploració espacial

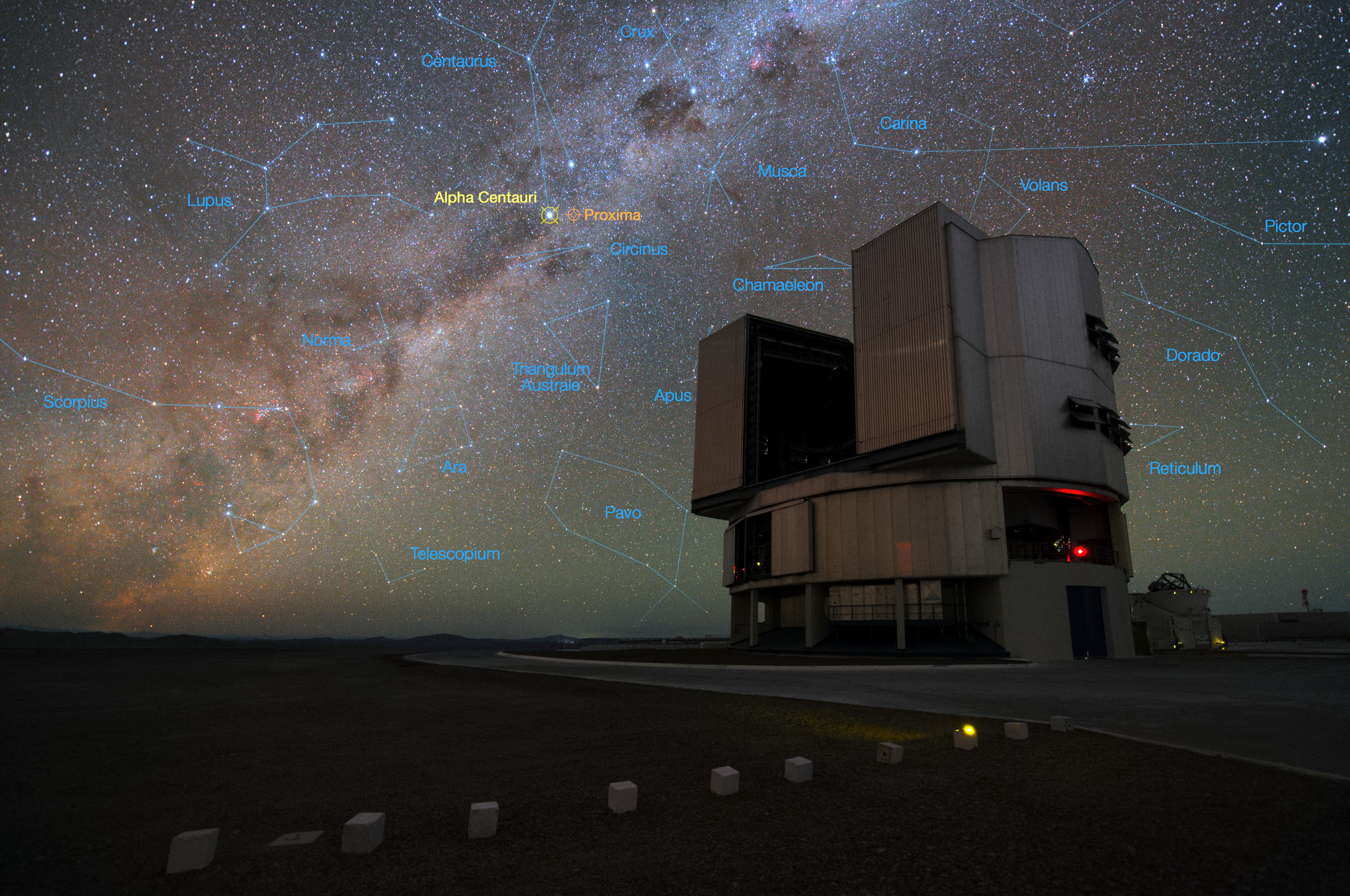
El Very Large Telescope i Alfa del Centaure

Amb la tecnologia actual, caldrien 30.000 anys perquè una nau espacial fabricada per l'ésser humà sigui capaç d'arribar al sistema d'Alfa del Centaure. En resposta al problema, el científic Stephen Hawking i l'empresari Iuri Milner treballaren junts en un programa d'investigació per crear naus espacials (unes mil) de la mida de xips electrònics dotades amb veles solars i un sistema làser gegant per propulsar-se de manera conjunta i aconseguir el 20% de la velocitat de la llum, fita que ajudaria complir la missió del viatge fins al sistema en tan sols 20 anys.
Alpha Centauri és un objectiu bàsic per a l'exploració interestel·lar amb tripulació o robòtica. Utilitzant les tecnologies actuals de les naus espacials, creuar la distància entre el Sol i Alfa Centauri necessitaria diversos mil·lennis, encara que la possibilitat de la propulsió de polsos nuclears o la tecnologia làser de vela lleugera, tal com es considera a la Breakthrough Starshot programa, podria fer el viatge a Alpha Centauri en 20 anys. Un objectiu d'aquesta missió seria fer un sobrevol, i possiblement fotografiar, planetes que podrien existir al sistema. L'existència de Proxima Centauri b, anunciada per l'Observatori Europeu del Sud (ESO) l'agost de 2016, seria un objectiu del programa Starshot.
La NASA va anunciar el 2017 que planejava enviar una nau espacial a Alpha Centauri el 2069, programada per coincidir amb el 100è aniversari del primer aterratge lunar tripulat el 1969, l'Apollo 11. Fins i tot a una velocitat del 10% de la velocitat de la llum (uns 108 milions de km/h), que els experts de la NASA diuen que és possible, una nau espacial trigaria 44 anys a arribar a la constel·lació, l'any 2113, i trigaria 4 anys més perquè un senyal, l'any 2117, arribi a la Terra.

## Estimacions històriques de distància

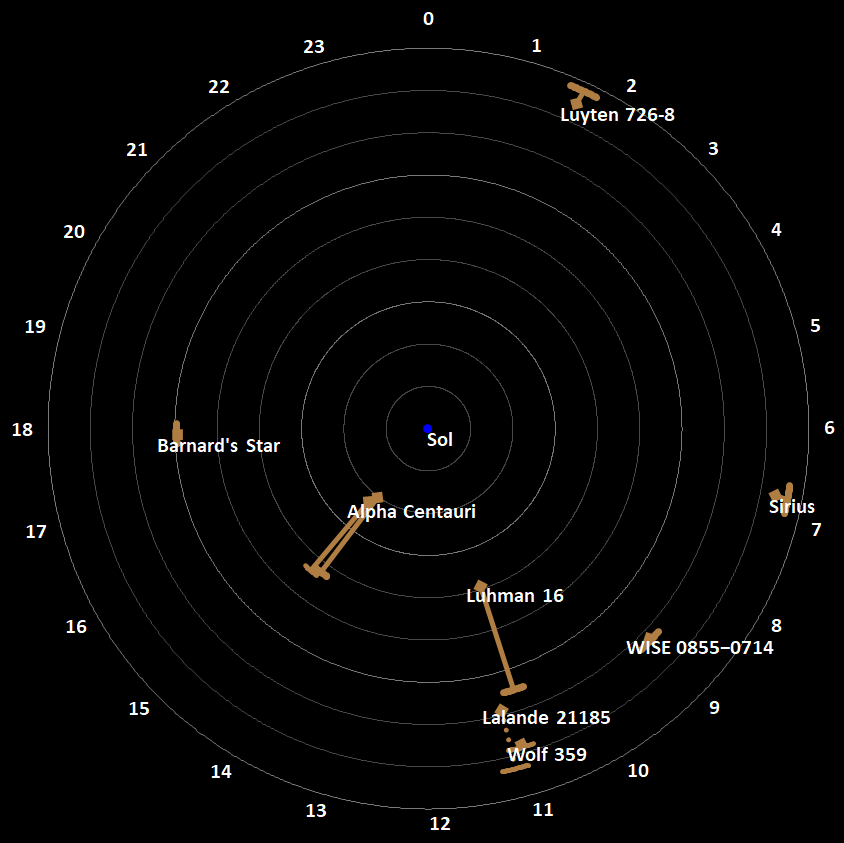
Un mapa de radar de tots els objectes o sistemes estel·lars a 9 anys llum (ly) del seu centre el Sol. Just al costat d'Alfa Centauri hi ha Pròxima Centauri marcada, però sense etiquetar. Les formes de diamant són les seves posicions introduïdes segons l'ascensió recta en angle de les hores (indicat a la vora del disc de referència del mapa), i segons la seva declinació. La segona marca mostra la distància de cadascun del Sol, amb els cercles concèntrics que indiquen la distància en passos d'una línia.

| Font              | Any  | Subject | Paral·laxi (mas) | Distància             | Distància          | Distància        | Referències                     |
| Font              | Any  | Subject | Paral·laxi (mas) | parsecs               | anys llum          | petàmetres       | Referències                     |
| ----------------- | ---- | ------- | ---------------- | --------------------- | ------------------ | ---------------- | ------------------------------- |
| H. Henderson      | 1839 | AB      | 1.160±110        | 0,86+0,09 −0,07       | 2.81 ± 0.53        | 26,6+2,8 −2,3    | [ 51 ]                          |
| T. Henderson      | 1842 | AB      | 912,8±64         | 1.10 ± 0.15           | 3.57 ± 0.5         | 33,8+2,5 −2,2    | [ 145 ]                         |
| Maclear           | 1851 | AB      | 918,7±34         | 1,09±0,04             | 3,55+0,14 −0,13    | 32.4 ± 2.5       | [ 146 ]                         |
| Moesta            | 1868 | AB      | 880±68           | 1,14+0,10 −0,08       | 3,71+0,31 −0,27    | 35,1+2,9 −2,5    | [ 147 ]                         |
| Gill & Elkin      | 1885 | AB      | 750±10           | 1,333±0,018           | 4,35±0,06          | 41,1+0,6 −0,5    | [ 148 ]                         |
| Roberts           | 1895 | AB      | 710±50           | 1.32 ± 0.2            | 4.29 ± 0.65        | 43,5+3,3 −2,9    | [ 149 ]                         |
| Woolley et al.    | 1970 | AB      | 743±7            | 1,346±0,013           | 4,39±0,04          | 41,5±0,4         | [ 150 ]                         |
| Gliese & Jahreiß  | 1991 | AB      | 749,0±4,7        | 1,335±0,008           | 4,355±0,027        | 41,20±0,26       | [ 151 ]                         |
| van Altena et al. | 1995 | AB      | 749,9±5,4        | 1,334±0,010           | 4,349+0,032 −0,031 | 41,15+0,30 −0,29 | [ 152 ]                         |
| Perryman et al.   | 1997 | AB      | 742,12±1,40      | 1,3475±0,0025         | 4,395±0,008        | 41,58±0,08       | [ 153 ] [ 154 ] [ 155 ] [ 156 ] |
| Söderhjelm        | 1999 | AB      | 747,1±1,2        | 1,3385+0,0022 −0,0021 | 4,366±0,007        | 41,30±0,07       | [ 157 ]                         |
| van Leeuwen       | 2007 | A       | 754,81±4,11      | 1,325±0,007           | 4,321+0,024 −0,023 | 40,88±0,22       | [ 158 ]                         |
| van Leeuwen       | 2007 | B       | 796,92±25,90     | 1,25±0,04             | 4,09+0,14 −0,13    | 37.5 ± 2.5       | [ 159 ]                         |
| RECONS TOP100     | 2012 | AB      | 747,23±1,17      | 1,3383±0,0021         | 4,365±0,007        | 41,29±0,06       | [ 75 ]                          |